# Antigua Barracuda FC
Antigua Barracuda Football Club was een voetbalclub uit  Saint John's op Antigua en Barbuda.
De club werd in 2010 opgericht en zou in de USL First Division gaan spelen. Na een herstructurering in de lagere Amerikaanse klassen debuteerde de club in 2011 in de International Division van de USL Pro. Antigua Barracuda FC was de eerste professionele voetbalclub op Antigua en Barbuda dat alleen een amateurcompetitie kent. In 2011 werd de club zesde, in 2012 elfde en in 2013 dertiende en laatste. In het laatste seizoen verloor de club al haar wedstrijden en op 6 januari 2014 trok de club zich terug voor het nieuwe seizoen en werd opgeheven. Antigua Barracuda speelde ook in het CFU Club Championship waarin het in 2012 vierde werd en in 2013 als zevende eindigde.